# Star Trek (film 1979)
Star Trek (Star Trek: The Motion Picture), noto nel fandom anche con le sigle TMP, ST TMP o ST I, è un film di fantascienza del 1979 diretto da Robert Wise, prosecuzione della serie televisiva omonima del 1966-1969; l'opera è la prima di una lunga serie di produzioni cinematografiche legate Star Trek.
Viene anche citato come Star Trek - Il film per distinguerlo dalla serie classica e dalla successiva serie animata del 1973, che presentano il medesimo titolo. A seguito dell'uscita in home video nei formati DVD e Blu-Ray, il film è stato distribuito come Star Trek: The Motion Picture anche in Italia.

## Trama
Il pianeta Terra è minacciato da una misteriosa e potente entità aliena sconosciuta, che si sta avvicinando sotto forma di un oggetto dall'aspetto di una nebulosa che lascia dietro di sé una scia di morte e distruzione. Ne fanno le spese alcuni incrociatori klingon e un avamposto terrestre, apparentemente dissolti da sfere di energia ma in realtà scansionati, disassemblati a livello molecolare e immagazzinati all'interno dell'entità come dati.
L'ammiraglio James T. Kirk, al quale viene riaffidata una missione stellare dopo alcuni anni trascorsi negli uffici dell'Accademia della Flotta Stellare, riprende il comando della nave USS Enterprise NCC-1701, ampiamente rimodernata, demansionando il capitano titolare, Willard Decker, a primo ufficiale.
Con l'equipaggio della serie classica riunito, cui si aggiunge una deltana, la tenente Ilia, l'astronave parte tra numerose difficoltà tecniche, risolte con l'aiuto di Spock, il quale ha percepito, sin dal suo pianeta natale Vulcano, un'entità di notevole intelligenza celata nell'oggetto.
Grazie alle capacità e ai poteri di Spock, l'astronave viene risparmiata dalla distruzione; viene così concesso agli Umani di entrare nella nebulosa, pagando però lo scotto di vedere Ilia dissolta e poi rimaterializzata sotto forma di androide, riprodotta sin nei più minuscoli dettagli e utilizzata come portavoce dall'entità aliena, che afferma di chiamarsi "V'ger" e di essere alla ricerca del proprio Creatore.
Si scopre alla fine che l'entità altri non è che un'antica sonda terrestre, la Voyager 6, partita centinaia di anni prima proprio dalla Terra. Il Creatore con cui V'ger intende caparbiamente riunirsi, in altre parole, è l'umanità stessa. La minaccia viene scongiurata grazie all'ambizioso sacrificio di Decker, che accetta consapevolmente di "fondersi" con l'androide Ilia e l'entità aliena, così da consentire alla sonda Voyager di concludere la propria missione esplorativa in questo universo.

## Personaggi
- James T. Kirk è un ammiraglio della Flotta Stellare che viene richiamato al comando della USS Enterprise NCC-1701 durante la crisi V'Ger.
- Spock è un comandante vulcaniano richiamato per affrontare la crisi V'Ger nel ruolo di ufficiale scientifico. Con la perdita del capitano William Decker, Spock riassume anche il ruolo di primo ufficiale.
- Leonard McCoy è l'ufficiale medico della nave richiamato in servizio; un reintegro che egli accetta suo malgrado.
- Montgomery Scott è il capo ingegnere che supervisiona la ristrutturazione e l'aggiornamento dell'Enterprise.
- Hikaru Sulu è il timoniere della nave.
- Pavel Chekov è l'ufficiale tattico, ossia colui che gestisce le difese e le armi della nave.
- Nyota Uhura è l'ufficiale alle comunicazioni della nave.
- Christine Chapel è l'ufficiale medico prima dell'inizio della crisi V'Ger: viene sostituita da McCoy e demansionata al suo ruolo storico di infermiera.
- Ilia è una Deltana, proveniente dal pianeta Delta 4, che aveva precedentemente avuto una breve relazione amorosa con il capitano Willard Decker. Verrà rapita da V'ger per essere trasformata in una sonda-androide, per poi unirsi e fondersi fisicamente con Decker e V'ger.
- Willard Decker è capitano della nave prima del reintegro di Kirk per affrontare la minaccia V'ger. Poi ricopre il ruolo di primo ufficiale.

## Produzione
Il film fu prodotto sulla scia dello straordinario successo riscosso dal film di fantascienza Guerre stellari (1977), annullando il progetto – già in fase di realizzazione – di una nuova serie televisiva, Star Trek: Phase II. La produzione di tale serie, che avrebbe dovuto costituire il seguito diretto della serie classica di Star Trek, fu abbandonata due settimane prima l'inizio delle riprese, facendo convergere molto di quanto era già stato realizzato nel film.
La sceneggiatura del film è stata adattata servendosi del canovaccio dell'episodio della serie classica La sfida (3º episodio della seconda stagione).
Il film, prodotto da Gene Roddenberry, ideatore di Star Trek, costò 35 milioni di dollari (quasi il triplo di Guerre stellari). Grazie agli ampi mezzi, il regista Robert Wise, veterano di Hollywood, puntò su effetti speciali ottici e spettacolarità da grande schermo, allontanandosi dalla più rudimentale estetica fanta-pop della serie televisiva in direzione di un racconto di più ampio respiro sulla fascinazione dell'ignoto.
Il cast comprende tutti gli interpreti principali della serie televisiva e introduce due personaggi che appariranno solo in questo film, il capitano Decker (Stephen Collins) e la tenente Ilia (Persis Khambatta).
I titoli di coda menzionano la presenza del celebre scrittore di fantascienza Isaac Asimov nel team di produzione, come consulente scientifico speciale.

### Cast
- William Shatner, nel ruolo dell'ammiraglio James T. Kirk.[3] Quando, durante una conferenza stampa del marzo 1978, gli fu chiesto come sarebbe stato riprendere il ruolo, Shatner disse: "Un attore porta in un ruolo non solo il concetto di un personaggio, ma anche la sua personalità di base, le cose che è, ed entrambi (Leonard Nimoy) siamo cambiati nel corso degli anni, in una certa misura, e porteremo quel grado di cambiamento inavvertitamente nel ruolo che ricreiamo".[4]
- Leonard Nimoy, nel ruolo del comandante Spock.[3] L'attore era insoddisfatto dei diritti d'autore non pagati per Star Trek e non intendeva riprendere il ruolo di Spock nel film, quindi fu originariamente escluso dalla sceneggiatura. Il regista Robert Wise, informato dalla figlia e dal genero che il film "non sarebbe stato Star Trek" senza Nimoy, chiese a Jeffrey Katzenberg di incontrare l'attore a New York e descrivendo la situazione come "Star Trek senza Nimoy è come l'acquisto di un'auto senza ruote". Katzenberg diede all'attore un assegno per compensare i diritti d'autore non pagati, ricordandosi in seguito di averlo implorato "in ginocchio" di partecipare al film durante il loro incontro in un ristorante; Nimoy partecipò alla conferenza stampa del marzo 1978 con il resto del cast. Ciononostante era insoddisfatto della sceneggiatura e il suo incontro con Katzenberg portò a un accordo con il quale la versione finale sarebbe stata rivista e approvata dalla stesso attore.[5] Nonostante i problemi finanziari, Nimoy disse di essere a suo agio nell'essere identificato come Spock perché questo aveva un impatto positivo sulla sua notorietà.[4]
- DeForest Kelley, nel ruolo dell'ufficiale medico Leonard McCoy.[3] Come Nimoy, anche Kelley aveva delle riserve sulla sceneggiatura, ritenendo che i personaggi e le loro dinamiche, sviluppate nella serie televisiva, non fossero rappresentati nel modo corretto. Insieme a Shatner e Nimoy, Kelley fece pressione per una maggiore caratterizzazione dei personaggi, ma le loro opinioni furono ampiamente ignorate.[6]
- James Doohan, nel ruolo del comandante Montgomery Scott.[3]
- George Takei, nel ruolo del tenente comandante Hikaru Sulu.[3]
- Walter Koenig, nel ruolo del tenente Pavel Chekov.[3]  Koenig fece notare che quando il cast originale si riunì per i provini, il senso di affiatamento e di euforia che ci si aspettava era inesistente. "Questo sarà anche Star Trek", ha scritto nel suo libro autobiografico, "ma non è il vecchio Star Trek". L'attore era comunque fiducioso per il film, ma ha anche ammesso di essere rimasto deluso dalla parte del suo personaggio.[7]
- Nichelle Nichols, nel ruolo del tenente comandante Nyota Uhura.[3] L'attrice ha scritto nella sua autobiografia di essere stata una delle attrici più contrarie alle nuove uniformi realizzate per il film, perché il look scialbo e unisex "non era da Uhura".[8]
- Majel Barrett, nel ruolo dell'ufficiale medico Christine Chapel.[3]
- Persis Khambatta, nel ruolo del tenente Ilia.[3]
- Stephen Collins, nel ruolo del capitano Willard Decker.[3]
- Grace Lee Whitney, nel ruolo di Janice Rand.[3]

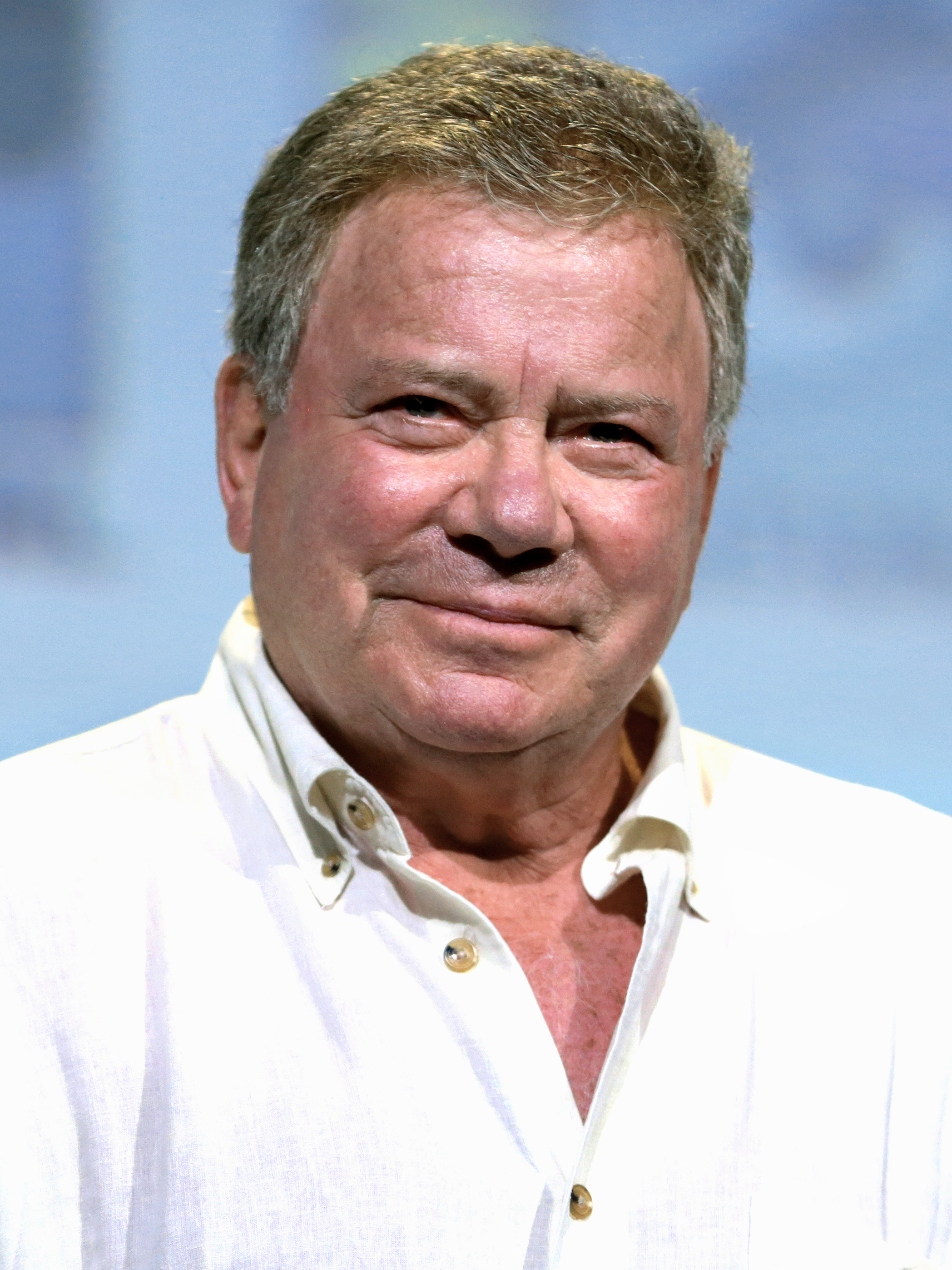
William Shatner, interprete di James T. Kirk
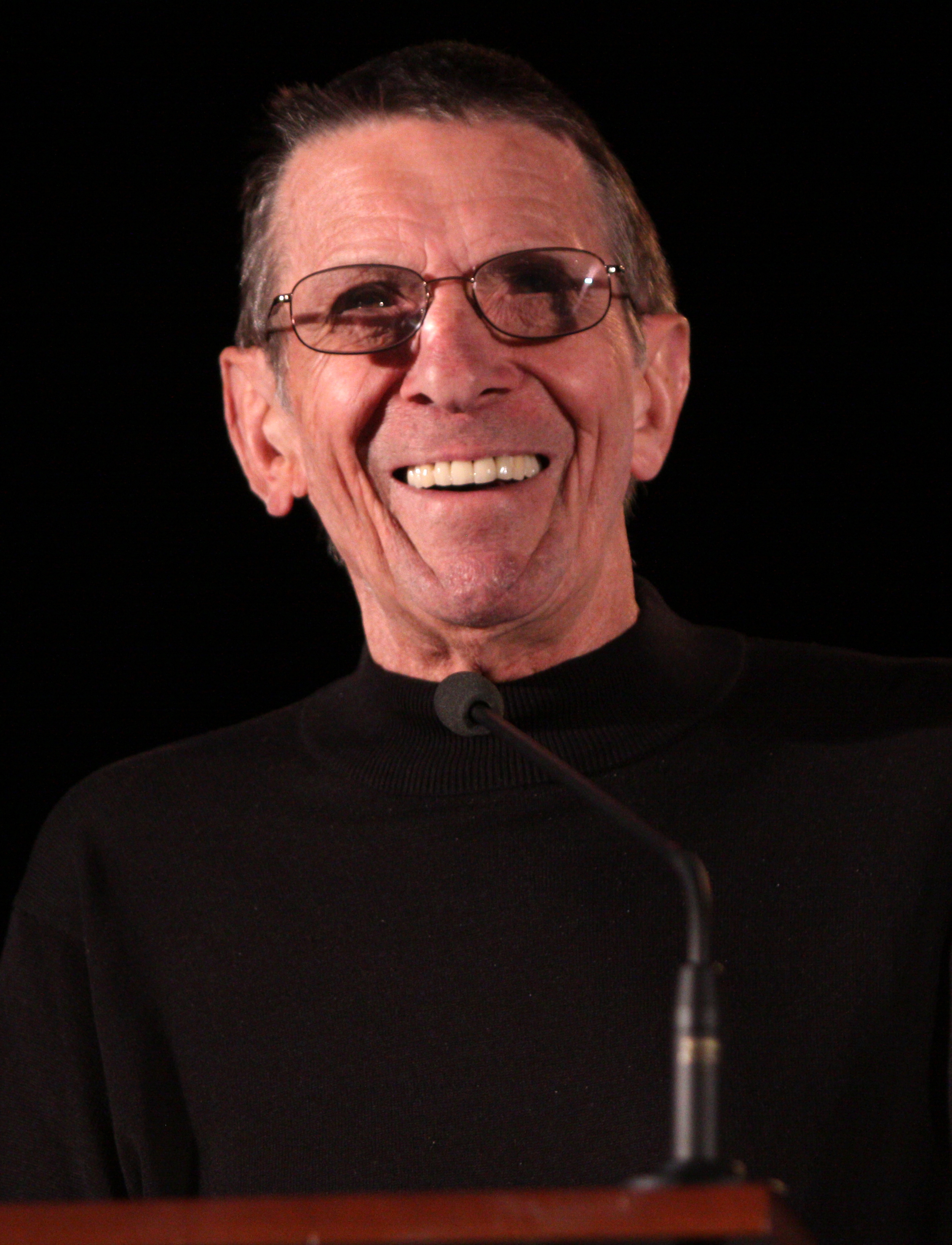
Leonard Nimoy, interprete di Spock
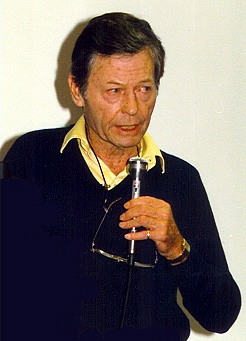
DeForest Kelley, interprete di Leonard McCoy
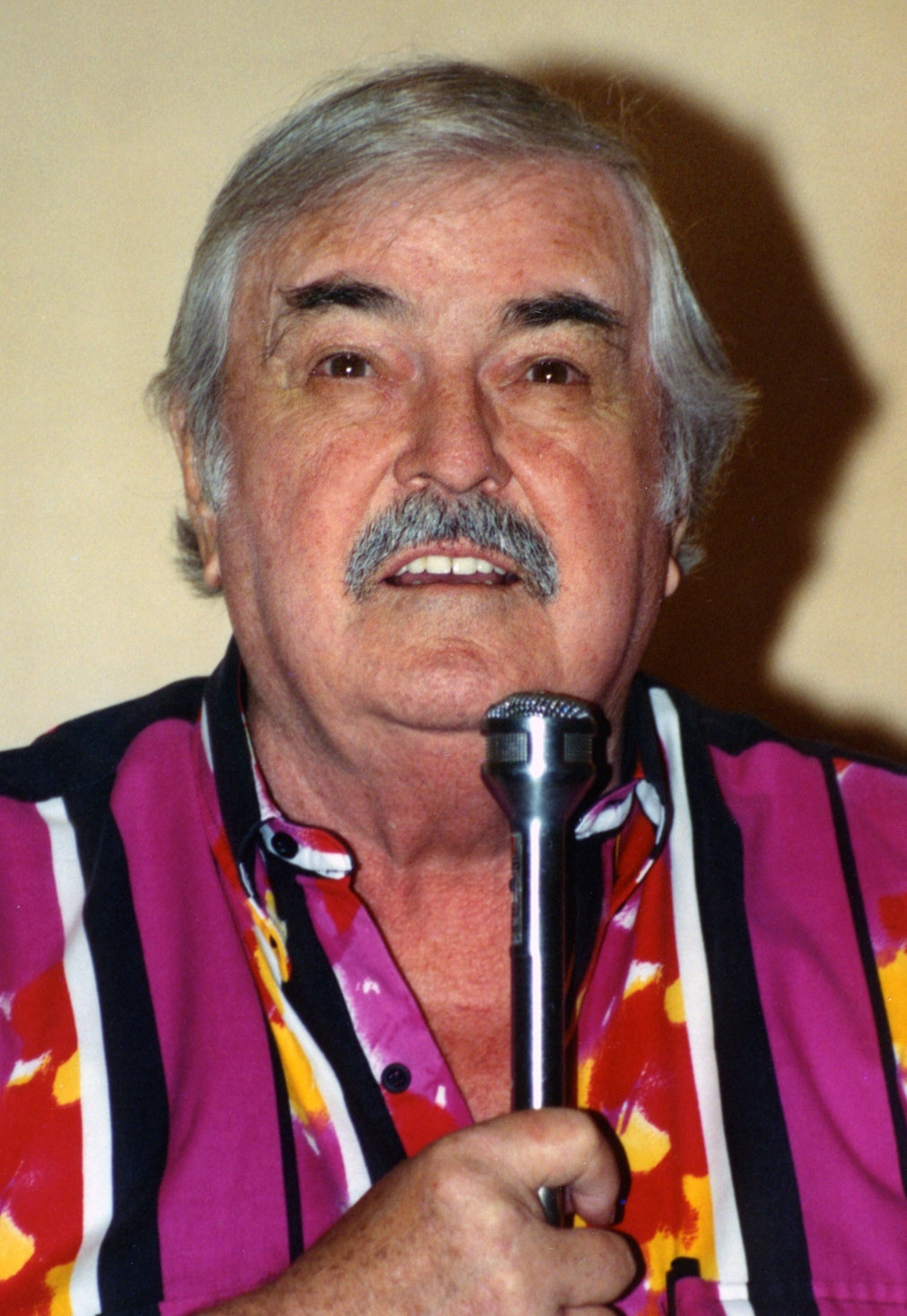
James Doohan, interprete di Montgomery Scott
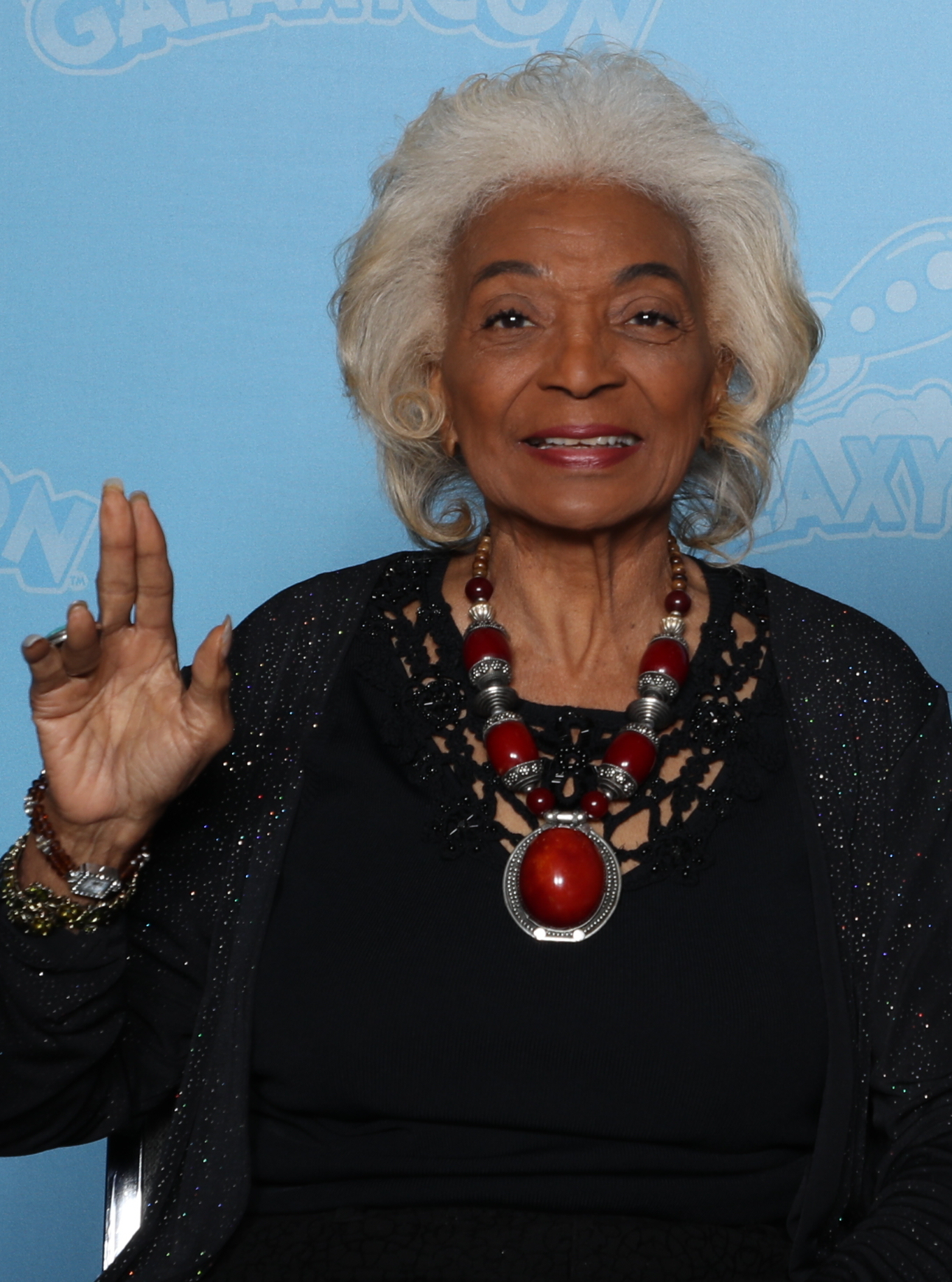
Nichelle Nichols, interprete di Uhura
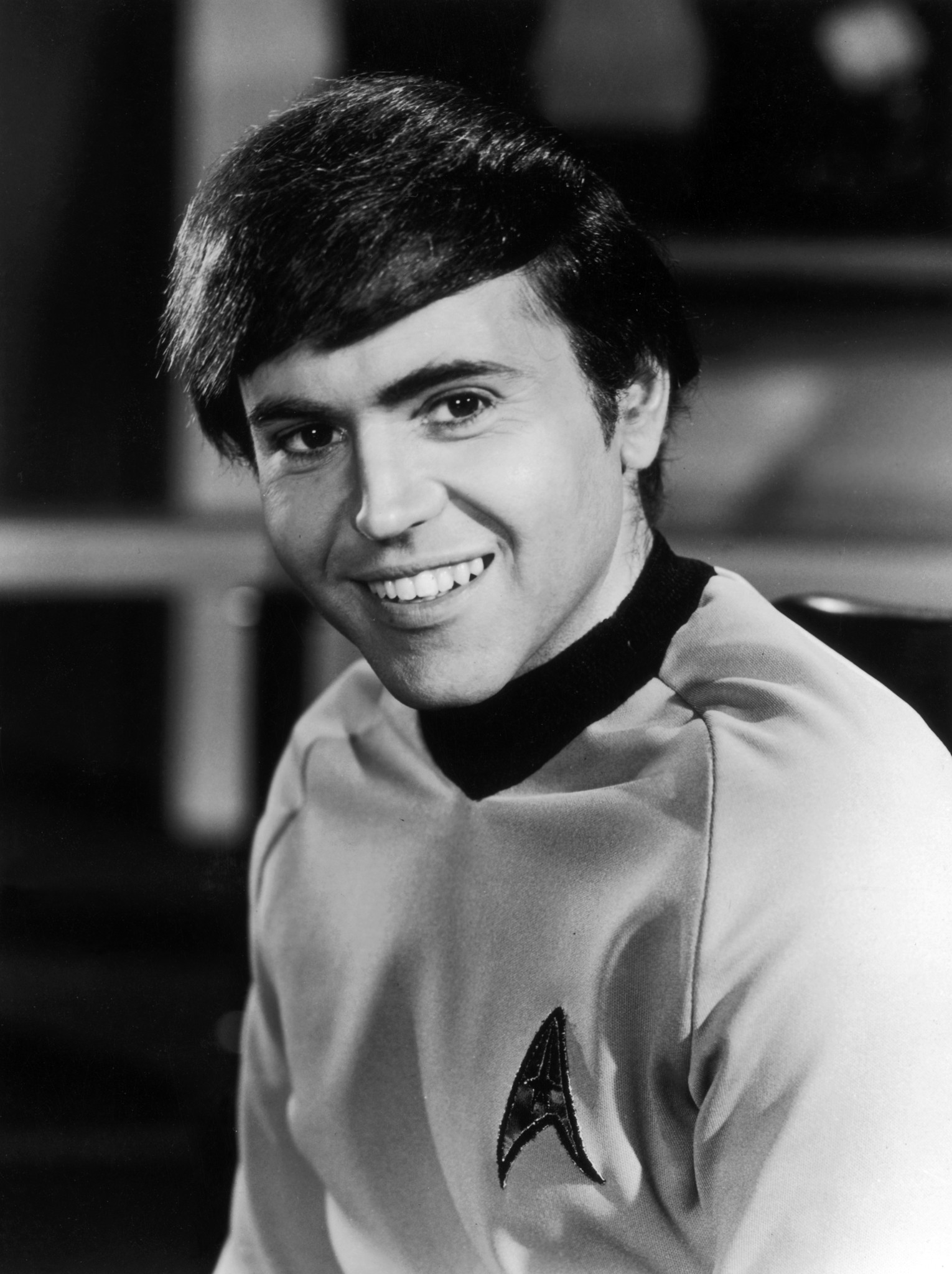
Walter Koenig, interprete di Pavel Chekov
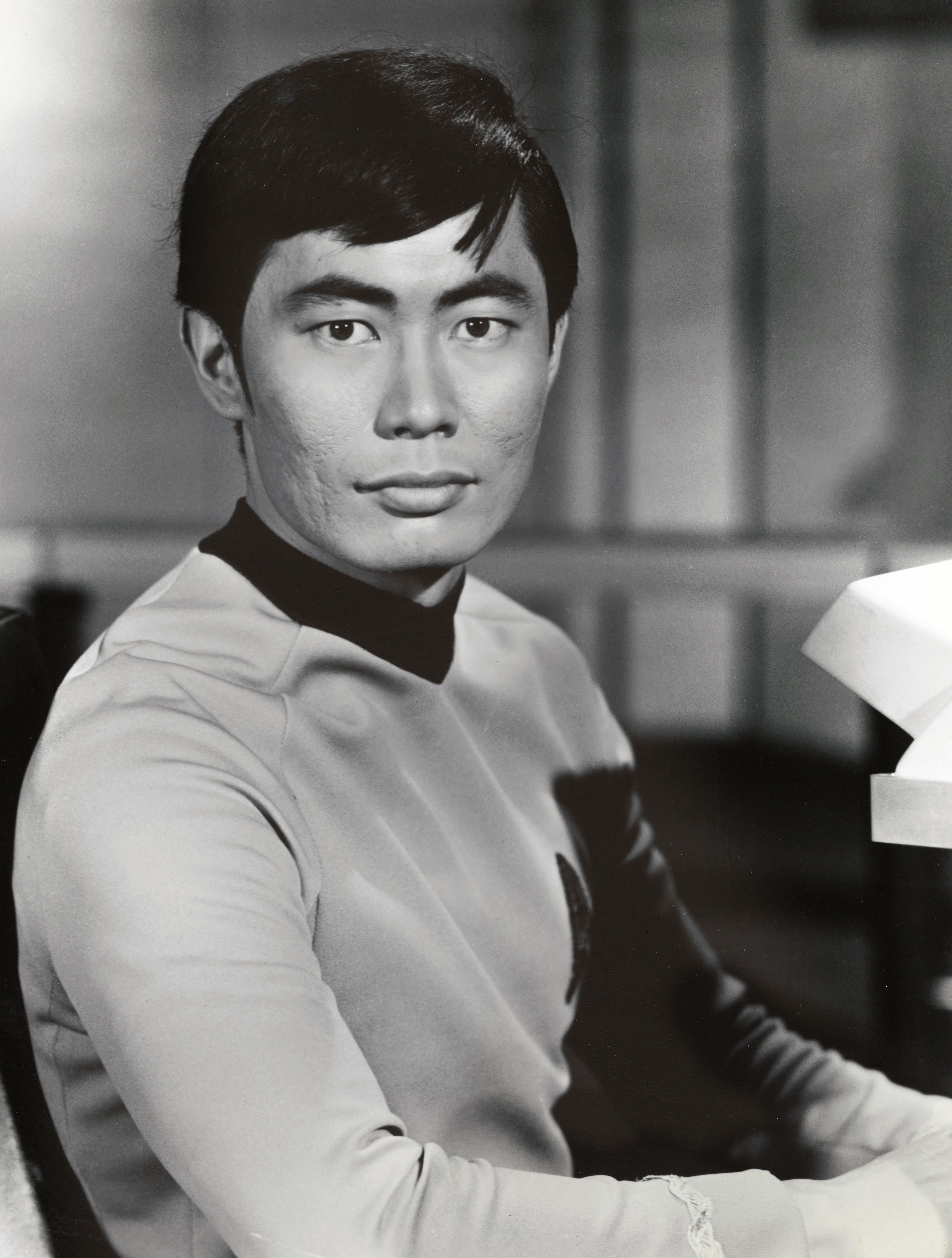
George Takei, interprete di Hikaru Sulu
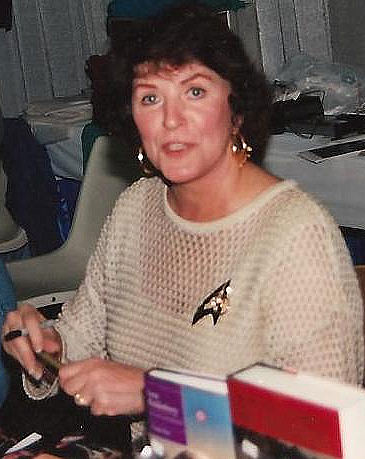
Majel Barrett, interprete di Numero Uno e di Christine Chapel
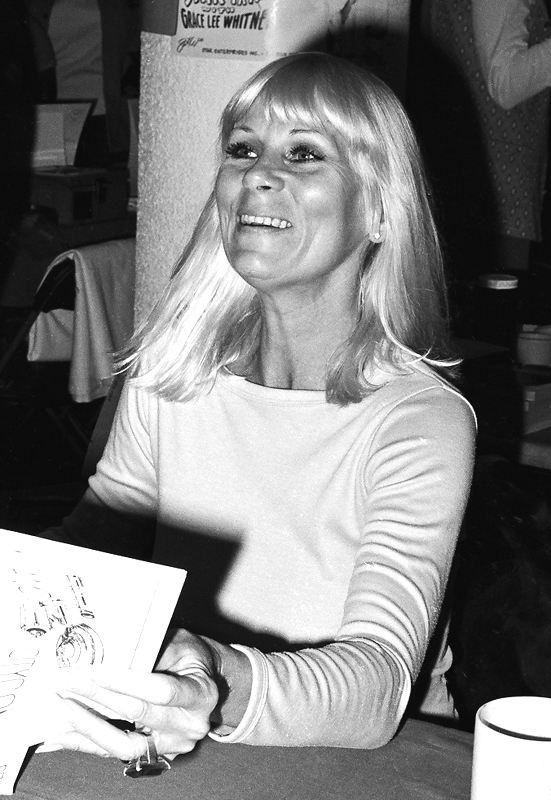
Grace Lee Whitney interprete di Janice Rand
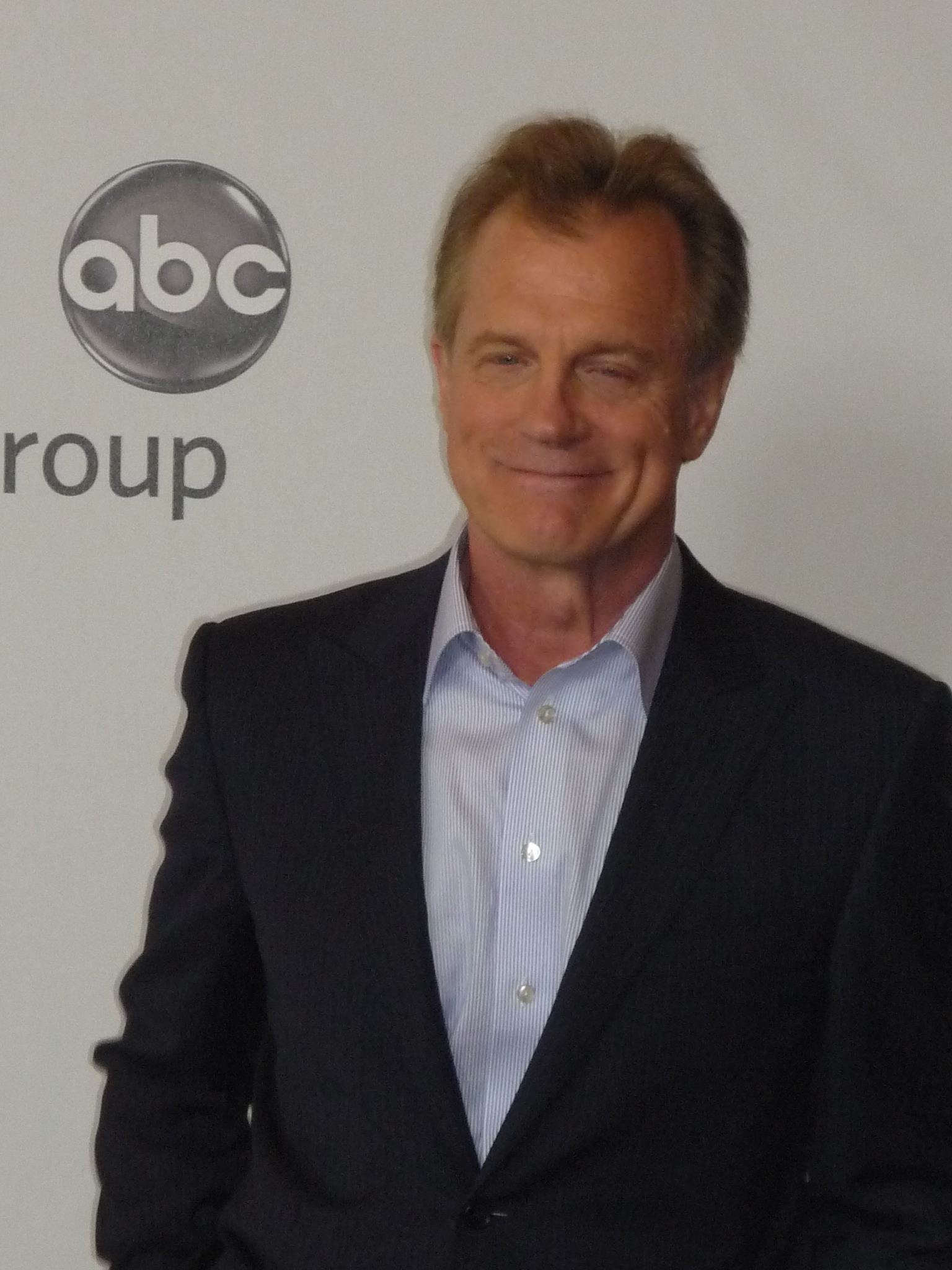
Stephen Collins, interprete di Williard Decker

## Colonna sonora
La colonna sonora del film, composta da Jerry Goldsmith, venne candidata all'Oscar. Il tema principale, dei titoli di testa, diventò poi la sigla della serie televisiva Star Trek: The Next Generation e venne riproposta in vari successivi film. Dopo il brano di Alexander Courage – composta nel 1966 per la serie televisiva storica – diviene il tema musicale più rappresentativo della saga fantascientifica ideata da Gene Roddenberry. Altri brani della colonna sonora utilizzano degli strumenti elettronici all'avanguardia per l'epoca, come il blaster beam, ideato e suonato da Craig Huxley, come l'ossessivo e inquietante suono noto come il Tema di V'ger.

## Distribuzione
Dopo una première, tenutasi a Washington il 6 dicembre, e una a Los Angeles il 7 dicembre, il film è stato distribuito nei cinema statunitensi a partire dall'8 dicembre 1979. Nel Regno Unito il film è stato distribuito dal 15 dicembre 1979. Il film entrò in circolazione nelle sale italiane il 3 aprile del 1980, prima ancora che venisse trasmessa la serie televisiva originale. Nel 1983 una versione per la televisione statunitense ha reintegrato alcune scene tagliate dall'edizione cinematografica.

### Data di uscita
Le date di uscita internazionali nel corso del 1979 sono state:
- 6 dicembre negli Stati Uniti d'America
- 15 dicembre nel Regno Unito
- 21 dicembre in Australia e Irlanda

Le date di uscita internazionali nel corso del 1980 sono state:
- 2 gennaio in Colombia (Viaje a las estrellas)
- 17 gennaio in Argentina (Viaje a las estrellas: La película)
- 18 marzo in Spagna (Star Trek: La película)
- 19 marzo in Francia (Star Trek, le film)
- 21 marzo in Portogallo (O Caminho das Estrelas)
- 27 marzo in Germania occidentale (Star Trek - Der Film)
- 28 marzo in Finlandia (Star Trek: Avaruusmatka)
- 29 marzo in Uruguay (Viaje a las estrellas: La película)
- 31 marzo in Brasile (Jornada nas Estrelas: O Filme)
- 2 aprile in Svezia
- 3 aprile in Italia
- 7 aprile in Danimarca e Norvegia
- 19 giugno nei Paesi Bassi
- 12 luglio in Giappone (スター・トレック?)
- 25 settembre in Perù (Viaje a las estrellas: La película)
- 25 ottobre in Taiwan (星艦迷航記S)

Le date di uscita internazionali nel corso del 1981 sono state:
- 13 aprile in Israele
- 4 settembre in Islanda
- 26 ottobre in Turchia (Uzay Yolu: Uzay Macerası)

Le date di uscita internazionali nel corso del 1986 sono state:
- 25 aprile Germania orientale (Star Trek - Der Film)

### Edizione italiana
La direzione del doppiaggio è di Renato Izzo e i dialoghi italiani sono curati da Roberto De Leonardis per conto della International Recording, in collaborazione della C.D..
Le scene aggiunte nella versione Director's Edition sono state doppiate da altre voci, sotto la direzione di Rossana Bassani.

### Home video
Nonostante l'ingente impiego di mezzi e di personale, il regista non fu affatto soddisfatto della riuscita del film, soprattutto per non aver potuto apportare le ultime modifiche al montaggio finale e completare gli effetti speciali. L'edizione Director's Cut, distribuita in DVD del 2002, con il nuovo montaggio, gli effetti speciali completati e altre rettifiche, rappresenta, a detta del regista, la realizzazione della sua visione originaria della pellicola.
Star Trek: The Motion Picture - The Director's Edition è un'ulteriore edizione in due DVD "riveduta e corretta" dal regista, con scene reintegrate rispetto alle due versioni precedenti, con ritocchi agli effetti speciali ma anche alcuni tagli; a corollario dell'edizione speciale, una versione commentata dell'intero film dallo stesso Wise, da Douglas Trumbull, John Dykstra, Jerry Goldsmith e Stephen Collins. Il secondo DVD contiene trailer, scene tagliate e altro materiale storico e d'archivio sulla serie.

## Accoglienza

### Pubblico
Il film riscosse un buon successo commerciale: a fronte di un costo stimato in 35 milioni di dollari, ne incassò 139 nelle sale (di cui 12 solo nel fine settimana di apertura negli USA), a cui si aggiunsero in seguito 79 milioni per i noleggi all'home video.
Pur senza avvicinarsi al risultato travolgente di Guerre stellari, il successo del film fu tale da spingere alla prosecuzione di Star Trek, sia nel piccolo che nel grande schermo. È rimasto per trent'anni il film di Star Trek ad avere realizzato maggiori incassi, fino al 2009, anno di realizzazione dell'undicesimo film della serie.
Candidato a 3 premi Oscar, il film vinse un Saturn Award per gli effetti speciali nel 1980 e un Video Premiere Award nel 2001, raccogliendo altre 15 candidature a premi vari.

### Critica
Fantafilm scrive che «Il film di Wise, pur sottovalutato da alcuni critici, ha il pregio di ricreare fedelmente lo spirito e le atmosfere del serial originario [...]. Tutt'altro che banale la sceneggiatura [...], con inaspettati approfondimenti psicologici e metafisici sul rapporto uomo-macchina.»
Sul sito aggregatore di recensioni Rotten Tomatoes la pellicola ottiene un giudizio negativo del 52% delle 58 recensioni, con un voto medio di 6/10; il consenso critico recita: «Caratterizzato da una sceneggiatura rattoppata e una trama ricca di dialoghi il cui più grande cattivo è una nuvola, Star Trek: The Motion Picture è un debutto tutt'altro che promettente per il franchise». Su Metacritic, che utilizza una media ponderata, il film ottiene un voto di 50/100 sulla base di 17 recensioni critiche.

## Riconoscimenti
- 1980 – Premio Oscar[13]
  - Candidatura per i migliori effetti speciali
  - Candidatura per la miglior colonna sonora a Jerry Goldsmith
  - Candidatura per la miglior scenografia
- 1980 – Golden Globe[14]
  - Candidatura per la miglior colonna sonora a Jerry Goldsmith
- 1980 – Premio Hugo[15]
  - Candidatura per la miglior rappresentazione drammatica
- 1980 – Saturn Award
  - Migliori effetti speciali
  - Candidatura per il miglior film di fantascienza
  - Candidatura per il miglior attore a William Shatner
  - Candidatura per la miglior attrice a Persis Khambatta
  - Candidatura per la miglior regia a Robert Wise
  - Candidatura per il miglior attore non protagonista a Leonard Nimoy
  - Candidatura per il miglior attrice non protagonista a Nichelle Nichols
  - Candidatura per la miglior colonna sonora a Jerry Goldsmith
  - Candidatura per i migliori costumi a Robert Fletcher
  - Candidatura per il miglior trucco a Fred B. Phillips, Janna Phillips e Ve Neill
- 2001 – DVD Exclusive Awards
  - Migliori contenuti aggiuntivi
  - Miglior design dei menu del DVD
- 2002 – Saturn Award
  - Candidatura per la miglior edizione DVD/Blu-ray di un film classico alla versione director's edition
- 2010 – Saturn Award
  - Miglior edizione DVD/Blu-ray per il cofanetto contenente i primi sei film della serie classica
- 2024 – Saturn Award
  - Candidatura per la miglior edizione 4K